# Системи единици
Физичните величини могат да се подразделят на категории по такъв начин, че всяка такива категория да съдържа величини, които могат взаимно да се сравняват. Една такава категория съдържа например величините дължина, диаметър, разстояние, височина, дължина на вълна и т.н.
Величините, които могат да се сравняват взаимно, се наричат величини от една и съща категория.
За да могат величините от дадена категория да се сравняват помежду си, една конкретна величина, притежаваща постоянна стойност, се избира за величина за сравнение и се нарича единица. Така всяка друга величина от въпросната категория може да бъде изразена като функция на тази единица чрез умножаването ѝ с едно число. Това число се нарича числена стойност на величината, изразена с тази единица. Например:
Дължината на вълната на Българското национално радио в средновълновия обхват е
λ = 402 m
Тук λ е означението на величината дължина на вълната, m е означението на единицата за дължина метър, а 402 е числената стойност на дължината на вълната, изразена в метри.

## Системи от величини
Величините от различни категории са свързани помежду си чрез уравнения, които изразяват природни закони. За да се определят системите от величини и да се въведе понятието размерност, някои величини трябва да се приемат за взаимно независими, т.е. да се разглеждат като основни величини. Чрез основните величини с помощта на уравнения могат да се определят или изразят други величини, наречени производни величини.
Изборът на това, колко и кои да са основните величини, е произволен. В историята на метрологията такъв избор е правен няколко пъти, за да се стигне до 1960 г., когато на 11-ата Генерална конференция по мерки и теглилки (Conference Generale de Poids et Mesures) е решено Международната система единици (международно съкращение SI) да се основава на следните седем основни величини: дължина, маса, време, електрически ток, термодинамична температура, количество вещество и интензитет на светлината. Системата е описана в групата международни стандарти ISO 31.
Доказано е, че чрез посочените основни величини могат да се изразят явленията от всички области на физиката. Трябва да се отбележи, че в рамките на отделни области са достатъчни само някои от тях. Така например в областта на механиката SI използва три основни величини: дължина, маса и време.
Системата от величини и уравнения в областта на електричеството и магнетизма съгласно SI се основава на четири основни величини: дължина, маса, време и електрически ток. В същата област обаче приложение намира и система, основана само на три основни величини: дължина, маса и време (като при механиката). Това е т.нар. Гаусова система от величини или система сантиметър-грам-секунда (CGS).

## Системи от единици
Единиците в една система също могат да се избират произволно, но от практическа гледна точка е по-удобно основните и производни единици да са в съответствие с избраната система величини. Такава система единици се нарича кохерентна. Най-широко разпространената кохерентна система е SI. Тя съдържа основни и производни единици, които включват и допълнителните единици радиан и стерадиан, които са безразмерни.
Кохерентната единица за всички безразмерни величини е единицата едно, с означение 1.
Системата CGS (сантиметър-грам-секунда) също е кохерентна. В областта на механиката тя е разширена с единиците келвин, кандела и мол. В областта на електрическите и магнитни единици системата се нарича Гаусова, както и при величините. Производни на тази система са единиците дина, ерг, поаз, стокс, гаус, оерстед и максуел. CGS се прилага рядко, като е забранено едновременното ѝ ползване със SI. Системата се поддържа от Международния съюз за чиста и приложна физика (International Union of Pure and Applied Physics, IUPAP).
В миналото са били дефинирани и други кохерентни системи, като например имперската система, основана на фут, паунд и секунда, както и системите MKS (метър-килограм-секунда) и MTS (метър-тон-секунда).
В практиката широко се използват и извънсистемни единици, които не принадлежат към никоя кохерентна система, като например атмосфера, морска миля, кюри, стрема и др.